# 기독교 학교

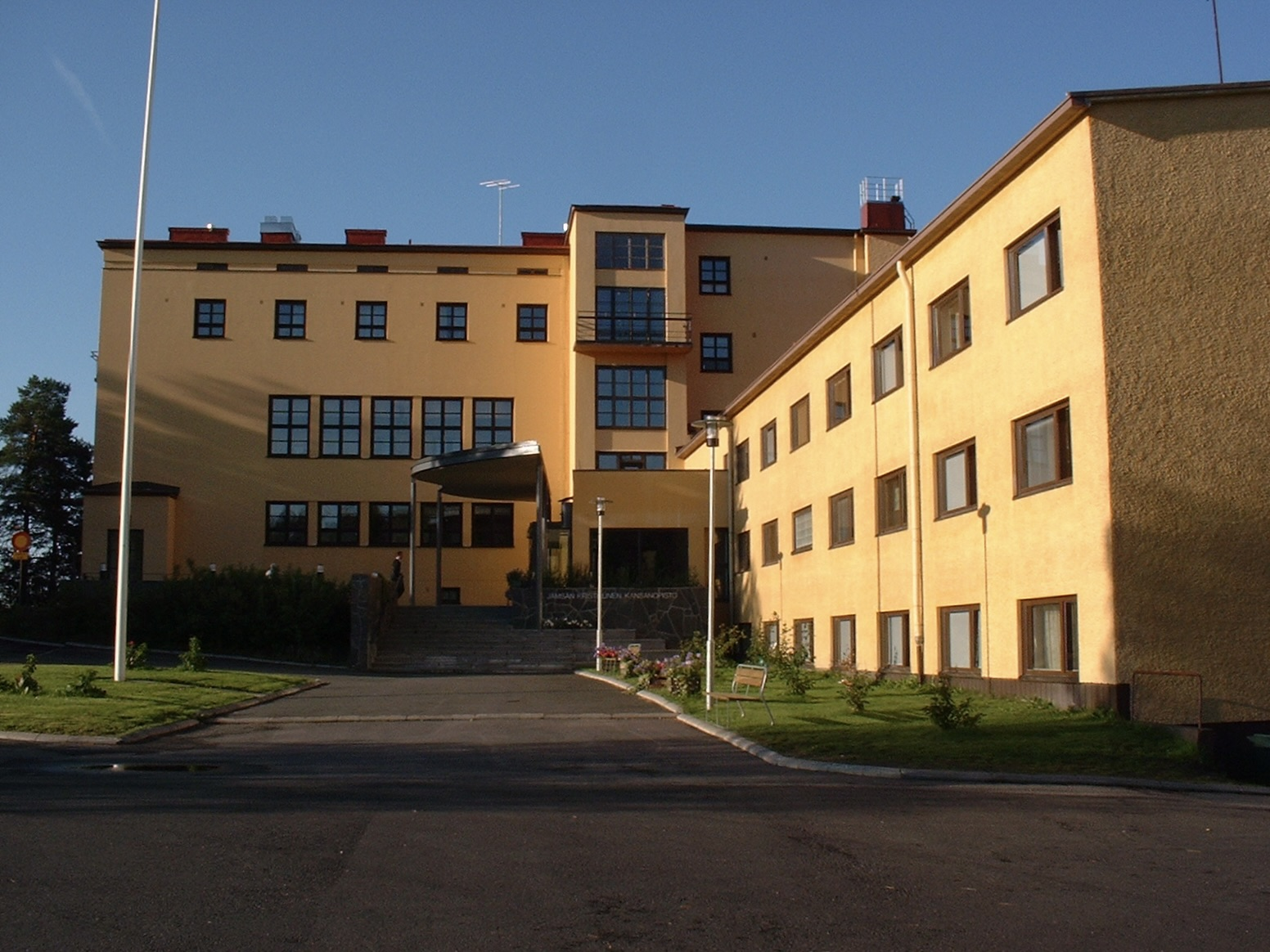
핀란드의 크리스천 포크 하이스쿨

기독교 학교(基督敎學敎)는 기독교의 가르침을 교육 이념으로 하거나 기독교 단체에 의해 운영되는 학교이다. 학교의 교사들이 성경과 기독교를 과목으로 하여 가르치고 기도 등 기독교적 활동을 학교 행사로 정하기도 한다. 대개 대학의 경우 신학과가 포함된 종합대학이거나 신학교인 경우가 많아서 미션스쿨이라고도 한다.

## 같이 보기
- 종교학교